# Dietacher Holz
Koordinaten: 48° 5′ 16″ N, 14° 26′ 41″ O

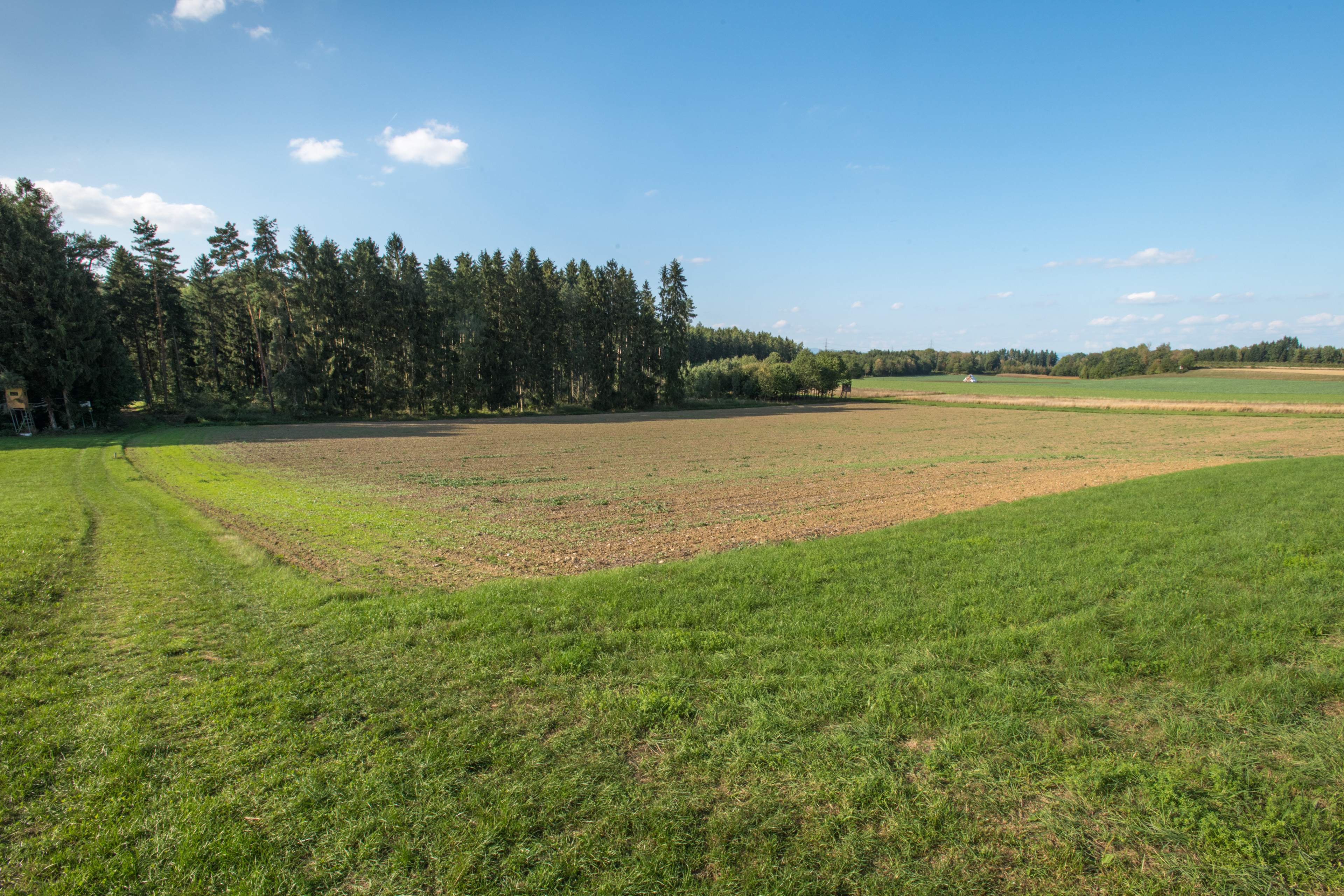
Dietacher Holz im Herbst

Das Dietacher Holz ist ein Waldgebiet bei Steyr in Oberösterreich.

## Lage und Landschaft
Das Dietacher Holz ist einer der größeren Waldreste im außeralpinen Traunviertel. Es liegt am nördlichen Stadtrand von Steyr im Gemeindegebiet von Dietach, auf um die 300 m ü. A. Der Wald erstreckt sich über gut 2 Kilometer auf der Flussterrasse der Enns, östlich von Dietachdorf bis an die Enns gegenüber von Hainbuch.

## Natur und Wasserwirtschaft

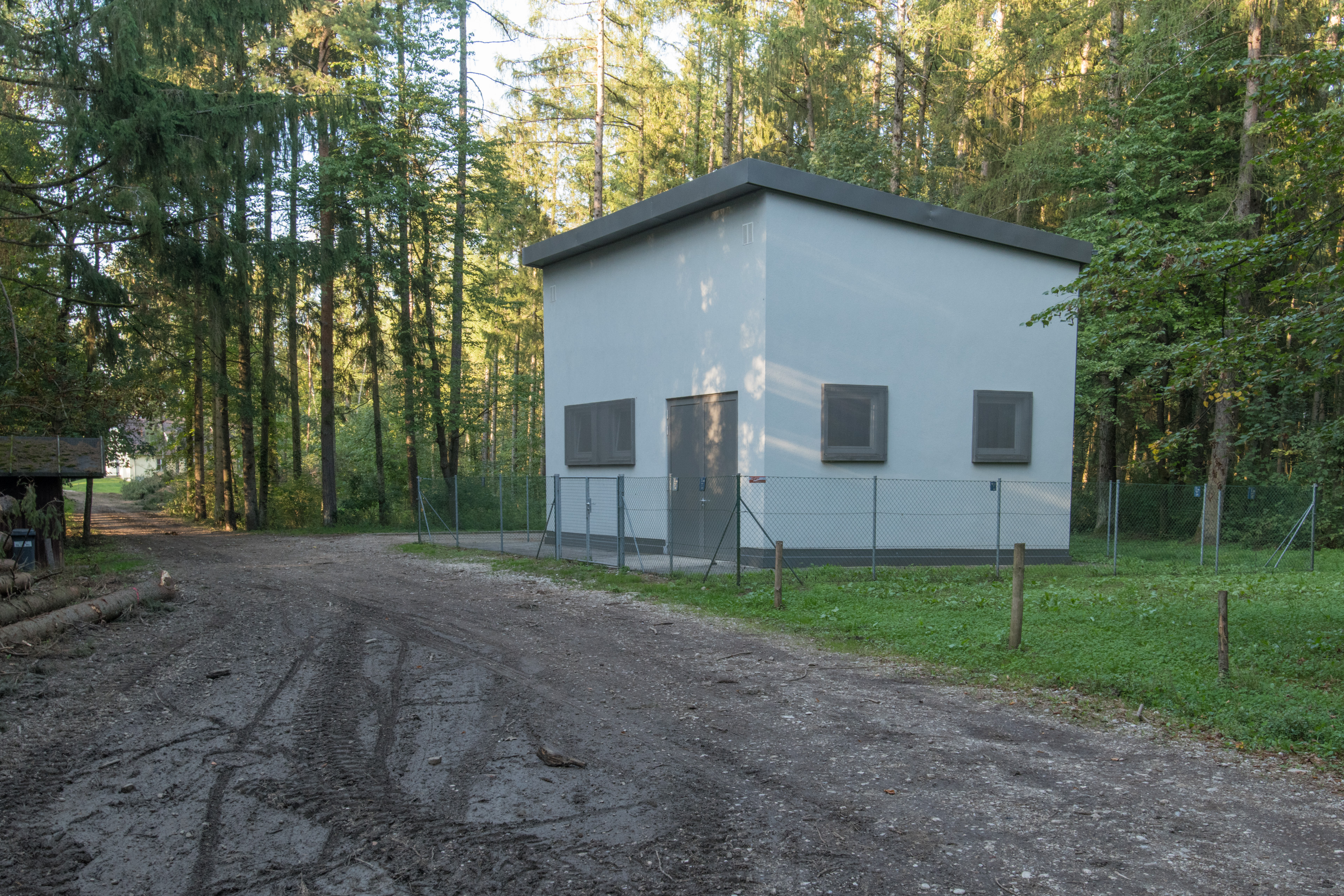
Brunnen 5 der Wasserversorgungsanlage Steyr

Im Bereich des Dietacher Holzes beinhalten die dortigen Schotterkörper der quartären Niederterrasse ein wichtiges Grundwasservorkommen, welches mittels mehrerer Brunnen zur Trinkwasserversorgung von Steyr und Dietach genutzt wird. Das Dietacher Holz wird deshalb örtlich auch als Wasserwald bezeichnet. Knapp 14 Hektar sind als Wasserschutzgebiet ausgewiesen, das zugehörige Wasserschongebiet zieht sich über Dietachdorf, Dornach, Gleink bis nach Stein und wird derzeit hinsichtlich seiner Flächenausdehnung überarbeitet.
Der Wald ist ein klassischer Fichten-Nutzforst, der in jüngeren Jahren stark von Windwurf und Borkenkäferbefall betroffen ist. Er wird seit Mitte der 2010er sukzessive in einen standortgerechten Eichen-Hainbuchenwald mit 70 % Eichenanteil umgewandelt. Das soll auch seinen Wert für die Trinkwasserversorgung wie auch als Naherholungsgebiet der Stadt Steyr fördern.